# Material Móvil y Construcciones
Material Móvil y Construcciones, anteriormente Carde y Escoriaza, fue una industria pesada zaragozana clave en el desarrollo del ferrocarril en España. Desde principios del siglo XX, el grupo industrial que encabezaba fue uno de los principales fabricantes españoles de trenes y coches de ferrocarril. Además, el grupo fue accionista en diversas compañías ferroviarias y tranviarias a lo largo de la geografía española. Con el tiempo, la empresa fue absorbida en la formación de Construcciones y Auxiliar de Ferrocarriles (CAF), aportándole su actual planta en Zaragoza. 
Fuera del mercado ferroviario, el grupo es habitualmente recordado como uno de los pioneros españoles en los mercados automovilístico y aeronáutico. Fue uno de los primeros fabricantes de aviones y el germen de marcas de vehículos pesados como Viasa. Localmente, fue la base del auge de la familia Escoriaza en Zaragoza y una de las empresas más significativas del mundo empresarial zaragozano durante buena parte del siglo XX.
Su producción se considera parte del patrimonio histórico industrial, muchas veces sujeto a protección estatal, y habitualmente incluida dentro de las colecciones de asociaciones de amigos del ferrocarril, instituciones ferroviarias o museos.

## Historia

### Orígenes y especialización ferroviaria
Carde y Escoriaza nació en 1897 con la asociación entre Gustav Cardé, técnico francés especializado en carpintería metálica, y la firma zaragozana de los hermanos Escoriaza (hijos de José Pascasio, entre los que destacan Nicolás Escoriaza y Manuel Escoriaza). Con el objetivo de realizar en Zaragoza estructuras en metal y madera, se instalaron en una nave del Camino de las Torres. Pronto se especializaron en la construcción de vagones y coches para ferrocarril, dados los intereses de la familia Escoriaza en los Tranvías de Zaragoza y ese mismo año ya tenían un encargo para la Compañía del Tranvía de San Sebastián, a los que pronto siguieron los tranvías de Irún. Durante las siguientes décadas proporcionaron material rodante para múltiples empresas ferroviarias en España, llegando a ser uno de los principales fabricantes en el país en tranvías, metros y vagones para ancho métrico. Fabricaron unidades para las redes urbanas de San Sebastián, Irún, Madrid, Leganés, Barcelona, Valencia, Sevilla, Mallorca, Zaragoza, Cádiz, Granada, Murcia, Gijón, Bilbao, Linares o Valladolid.
Fueron desarrollando su tecnología al ritmo del mercado, pasando de construir únicamente las estructuras a ofrecer sistemas completos. Así, desde el primer pedido de 1897 fabricaron vehículos de tracción eléctrica con tecnologías suiza (de Sécheron) y participaron en la electrificación del tranvía de San Sebastián y otras redes de tranvías españolas. En 1902 aprovecharon esa experiencia y empezaron a producir vagones para los nuevos tranvías eléctricos de Zaragoza que se introdujeron en la línea de Torrero. Fueron también obteniendo pedidos para el ferrocarril interurbano. Así, desde 1909, fueron proveedores de la Compagnie Internationale des Wagons-Lits además de algunas líneas españolas como los ferrocarriles del Caminreal y de Chinchón. El auge de estas actividades ferroviarias llevó al traslado de la fábrica a unas instalaciones mayores en la actual calle Escoriaza y Fabro, cerca de la principal estación de la ciudad en aquel entonces. 
Además de sus vehículos tranviarios, la empresa también se dedicó a la fabricación de estructuras y carpintería en madera y metal, habitualmente para los mismos clientes ferroviarios y para la obra pública en Aragón. Entre sus obras más significativas se encuentran la carpintería del ferrocarril Valladolid-Ariza, la estación del Mediodía de Zaragoza, el mobiliario del Gran Hotel de Panticosa o el puente del velódromo de los Campos Elíseos de Zaragoza.

### Desarrollo y consolidación local
Se convirtió así en el mayor fabricante de tranvías y metros en España, especialmente tras obtener contratos con Metro de Madrid, lo que le colocó en una situación ventajosa durante la industrialización de España. Los talleres de Carde y Escoriaza formaron parte de un reducido elenco de empresas metalúrgicas en Zaragoza, convirtiendo a la empresa en consumidor, proveedor o socio de buena parte de la industria zaragozana y aragonesa. Por ello, y como era habitual en la época, la familia Escoriaza participó en otras sociedades ligadas al sector industrial para asegurar la provisión de materias primas y piezas intermedias (acero, tornillos, caucho...). Muchos de los accesorios y componentes para los coches de lujo que fabricaban se obtenían de la industria aledaña, generando un potente efecto multiplicador en la economía regional.
Además de desarrollarse horizontalmente, la empresa también participó en el desarrollo del sector ferroviario en España con el fin de garantizar la continuidad de sus pedidos. Los intereses empresariales de la familia Escoriaza, accionistas de diversas compañías ferroviarias, generaron una integración vertical que convirtió a Carde y Escoriaza en un grupo empresarial accionista de múltiples concesiones tranviarias. Estas incluían los Tranvías de Zaragoza, los Tranvías Eléctricos de Granada (1902), el Tranvía de Cádiz a San Fernando y Carraca (1904) y los Tranvías de San Sebastián a Tolosa. El traslado de Nicolás Escoriaza a Andalucía para atender algunas de estas empresas dejó como director de la firma en Zaragoza a su hermano Manuel, que gestionó los intereses tranviarios e inmobiliarios en Zaragoza desde 1906. Finalmente, los planes para la creación de ferrocarriles secundarios en 1908 llevaron al grupo a participar en el ferrocarril de Sádaba a Gallur, el de Haro a Ezcaray, los Caminos de Hierro de Granada o los Ferrocarriles Secundarios de Castilla.
La familia Escoriaza se enriqueció notablemente con el desarrollo de este grupo y emplearon el dinero e influencia logrados en desarrollos urbanísticos en Zaragoza como el barrio de Las Fuentes (que se dedicó a obreros de la empresa), el entorno de la calle Joaquín Costa o las primeras obras de la sociedad Zaragoza Urbana. En 1925, adquirieron la parte de la sociedad Tranvías de Zaragoza que no controlaban. Asimismo, a nivel estatal participaron también en los consejos de administración de algunas de las principales empresas del sector, como es el caso de la Compañía de los Caminos de Hierro del Norte de España, la Compañía Nacional de los Ferrocarriles del Oeste y el Ferrocarril Central de Aragón. Con estos éxitos se convirtieron en una de las principales familias burguesas de Zaragoza, ennoblecidos desde 1919 con el vizcondado de Escoriaza.

### Auge como industria pesada
Esta situación de hegemonía regional le consolidó como una industria de referencia en España y le permitió obtener contratos fuera del mercado ferroviario. Durante la Primera Guerra Mundial, la demanda del sector metalúrgico subió por las necesidades de los países en guerra y generó nuevas oportunidades de negocios. Además de trenes, la empresa pasó a fabricar aviones, carros de combate y artillería, cuya demanda estaba en auge por las restricciones bélicas y las necesidades de los países contendientes. Para 1915, se le estimaba una producción con valor de entre tres y cuatro millones de pesetas y una plantilla de unos mil trabajadores.
De estas construcciones, son particularmente famosos sus trabajos aeronáuticos por ser pioneros en la historia de la aviación en España. En 1915, fabricaron una serie de Maurice Farman bajo la dirección de José Ortiz Echagüe, futuro fundador de CASA. La falta de capacidad de los talleres de Cuatro Vientos les permitieron ganar un pedido del modelo Flecha de Eduardo Barrón, del que fabricaron 17 unidades. Entre 1915 y 1918, la fábrica realizó 12 aviones Farman, 28 Flecha y una cantidad indefinida de Morane Saulnier Parasol.
En 1920, la familia Escoriaza compró la participación de Carde en la compañía. En la reestructuración consiguiente, se cambió el nombre a Material Móvil y Construcciones (MMC), si bien el nombre antiguo siguió siendo empleado informalmente por su gran difusión. En 1928, la familia Urquijo compró parte de la empresa, que por aquel entonces, era con más de 500 empleados la mayor fábrica metalúrgica de Zaragoza.
A pesar de haber abordado otros mercados, Material Móvil y Construcciones siguió realizando avances en el desarrollo ferroviario. En 1923 diseñaron una serie de coches de vía estrecha que se convertiría en el estándar en España para el segmento. El desarrollo de su tecnología durante esta etapa de crecimiento llevó a los primeros coches metálicos en 1930 y al primer automotor térmico hecho en España en 1933. Estos automotores térmicos, de origen alemán y construidos bajo licencia, fueron conocidos como Zaragoza en España por su fabricación por Material Móvil y Construcciones.

### Guerra civil y posguerra
La guerra civil española conllevó la militarización de las industrias pesadas, entre las que se incluyó Material Móvil y Construcciones. Su producción creció con las necesidades bélicas, especialmente debido a las necesidades del bando sublevado. Al no controlar hasta finales de la guerra los focos industriales catalán y vasco, Zaragoza se convirtió en un centro de producción clave para abastecer el frente norte y noreste. La caída de Cataluña y el final de la guerra cambiaron esta situación, generando una crisis a comienzos de la década de 1940. Por aquel entonces, la empresa había llegado a contar con casi 1500 empleados y alcanzaba un capital social de 40 millones de pesetas.
En la subsiguiente postguerra y reestructuración, Material Móvil y Construcciones fue un socio industrial para diversos proyectos mecánicos, tanto ferroviarios como no ferroviarios. Desde 1941, participaron en la modernización y uniformización de la flota de las compañías ferroviarias que se unieron para formar Renfe, a la que suministraron trenes de la serie 5000 en 1941-1945. Asimismo, destacó como suministrador del Tranvía de Barcelona, que también realizó una remodelación de su flota y del Metro de Madrid. 
Durante las décadas siguientes continuaron siendo proveedores y mantenedores de Renfe y las compañías de metro españolas. Durante los años cincuenta participaron en el suministro de la serie 591 de Renfe, la reforma de la serie 595 de Renfe y en el desarrollo del tren TER de RENFE. Con más de 1500 vehículos ferroviarios fabricados, la empresa llegó a vender sus trenes en mercados exteriores como el ferrocarril de Buenos Aires.
Tratando de diversificar sus actividades, la empresa incursionó en el mercado automovilístico. Material Móvil y Construcciones compró en 1943 la patente de un modelo de trolebús a Alstom, del que fabricó al menos 68 unidades. En 1952, fue responsable de la carrocería del prototipo de camión Pegaso Bacalao, de la empresa Pegaso. En 1959 creó Vehículos industriales y agrícolas S.A (VIASA), que consiguió las licencias para fabricar jeeps, tractores de diseño Fiat y algunas furgonetas con diseño propio. Con el tiempo llegaría a fabricar más de 3000 autobuses, trolebuses y vehículos rodados colectivos al año. El destino de Viasa quedó ligado a la comercialización de Motor Ibérica que lo absorbió en 1974 para cesar la producción en beneficio de modelos Nissan. Otros productos de la empresa incluyeron hormigoneras, camiones y carros de combate.

### Absorción por CAF

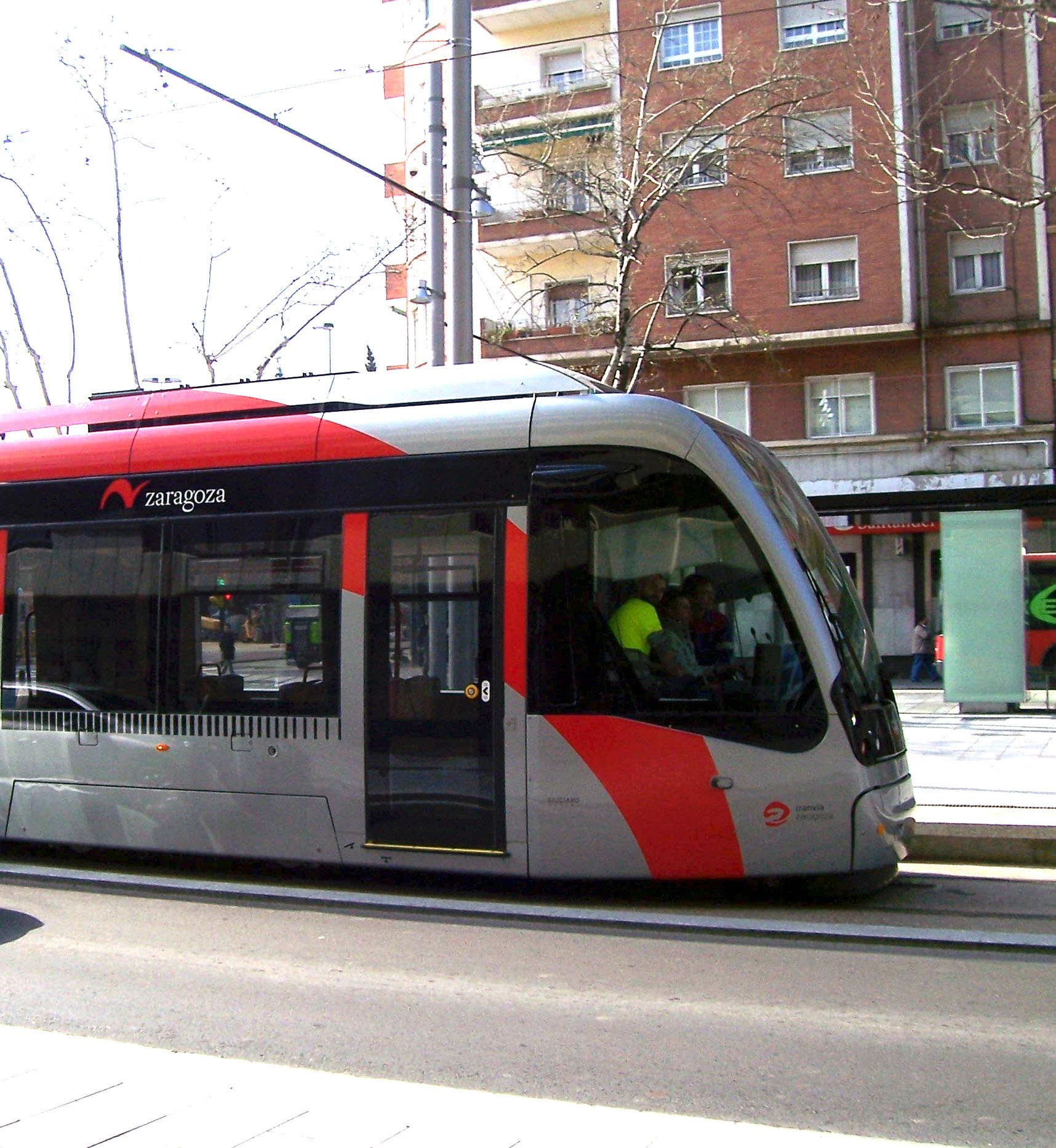
Tranvía de la serie Urbos 3 en Zaragoza, fabricado por CAF en sus instalaciones de Zaragoza. La fábrica de CAF es la heredera de Material Móvil y Construcciones, que mantiene la fabricación de vehículos para tranvías y metros de aquella.

A pesar de estos éxitos, la concentración del sector ferroviario se fue agudizando con el paso de los años y la empresa sufrió un relevo generacional en 1951. En 1954 la Compañía Auxiliar del Ferrocarril de Beasáin (también participada por el Banco Urquijo) compró una participación en Material Móvil y Construcciones. Se hizo con el control de la empresa, que sin embargo siguió funcionando autónomamente. Hacia los años sesenta, la empresa contabilizaba 1300 trabajadores, en una fábrica de más de 100.000 metros cuadrados que acababa de ser reformada tras un incendio en 1957. Este incendio, debido a la chispa de un soplete, había acabado con tres pabellones del complejo y causado la evacuación de dos calles del barrio de las Delicias.
Aunque mantuvieron esta entidad separada durante algunos años, en 1971 se consumó la fusión de ambas empresas. Pese a que la compañía resultante mantuvo la sede y principal foco de producción en Beasáin, la aportación de Material Móvil y Construcciones fue significativa, logrando entre otras cosas que se cambiara el nombre a Construcciones y Auxiliar de Ferrocarriles (CAF) en su honor. Entre 1970 y 1973 se abandonó la que había sido la fábrica histórica de la compañía en Zaragoza en beneficio de una nueva ubicación en la Avenida de Cataluña que CAF sigue rigiendo hoy día. En 2013 CAF fue nombrada embajadora de Zaragoza en honor al vínculo histórico que heredaba de la antigua Carde y Escoriaza.

## Listado de trenes fabricados
Lista no exhaustiva:
- 1897: 10 tranvías para la Compañía del Tranvía de San Sebastián
- 1898: parte de un pedido de 55 automotores para Madrid Street Tramway (Tranvía de Madrid)
- 1908: 31 automotores para Madrileña de Urbanización (Tranvía de Madrid)
- 1913: automotores y coches para el Tranvía de Sóller
- 1919: 2 coches M6/R6 y 2 coches M9/R9 para Metro de Madrid
- 1923: 7 coches unificados de ancho métrico para ferrocarril de Oñate a San Prudencio.[18]
- 1923: 12 coches unificados de ancho métrico para el ferrocarril de Ceuta a Tetuán.[26]
- 1925: 15 automotores para SMT (Tranvía de Madrid)
- 1926: 1 automotor para el ferrocarril vasconavarro.[19]
- 1928: 15 automotores para el Ferrocarril de Bilbao a Las Arenas y Plencia
- 1929: 4 automotores de la serie Serie AAB FHV para el Tranvía de Sóller
- 1931-1934: 3 automotores Zaragoza para el Tarazonica.[19]
- 1932: tranvía U52 para el Tranvía de Bilbao
- 1933: 17 tranvías de la serie 300 para la Compañía de Tranvías y Ferrocarriles de Valencia
- 1934: 2 automotores Zaragoza para el Carcagente-Denia.[19]
- 1934: 3 automotores Zaragoza para la Compañía de Ferrocarriles Secundarios de Castilla.[19]
- 1934: 2 automotores Zaragoza para la ruta Madrid-Zaragoza.[19]
- 1934: 2 automotores Zaragoza para el ferrocarril de Sádaba a Gallur.[19]
- 1936: 2 automotores Zaragoza para el ferrocarril de Haro a Ezcaray.[19]
- 1936: 2 automotores Zaragoza para el ferrocarril de Cortes a Borja.[19]
- 1937: un automotor para la Compañía de los Ferrocarriles de Madrid a Zaragoza y Alicante
- 1960: 2 coches M300/R301 para Metro de Madrid